# Festuca sipylea
Festuca sipylea är en gräsart som först beskrevs av Eduard Hackel, och fick sitt nu gällande namn av Markgr.-dann. Festuca sipylea ingår i släktet svinglar, och familjen gräs. Inga underarter finns listade i Catalogue of Life.